# Maria Immaculata (Maihingen)

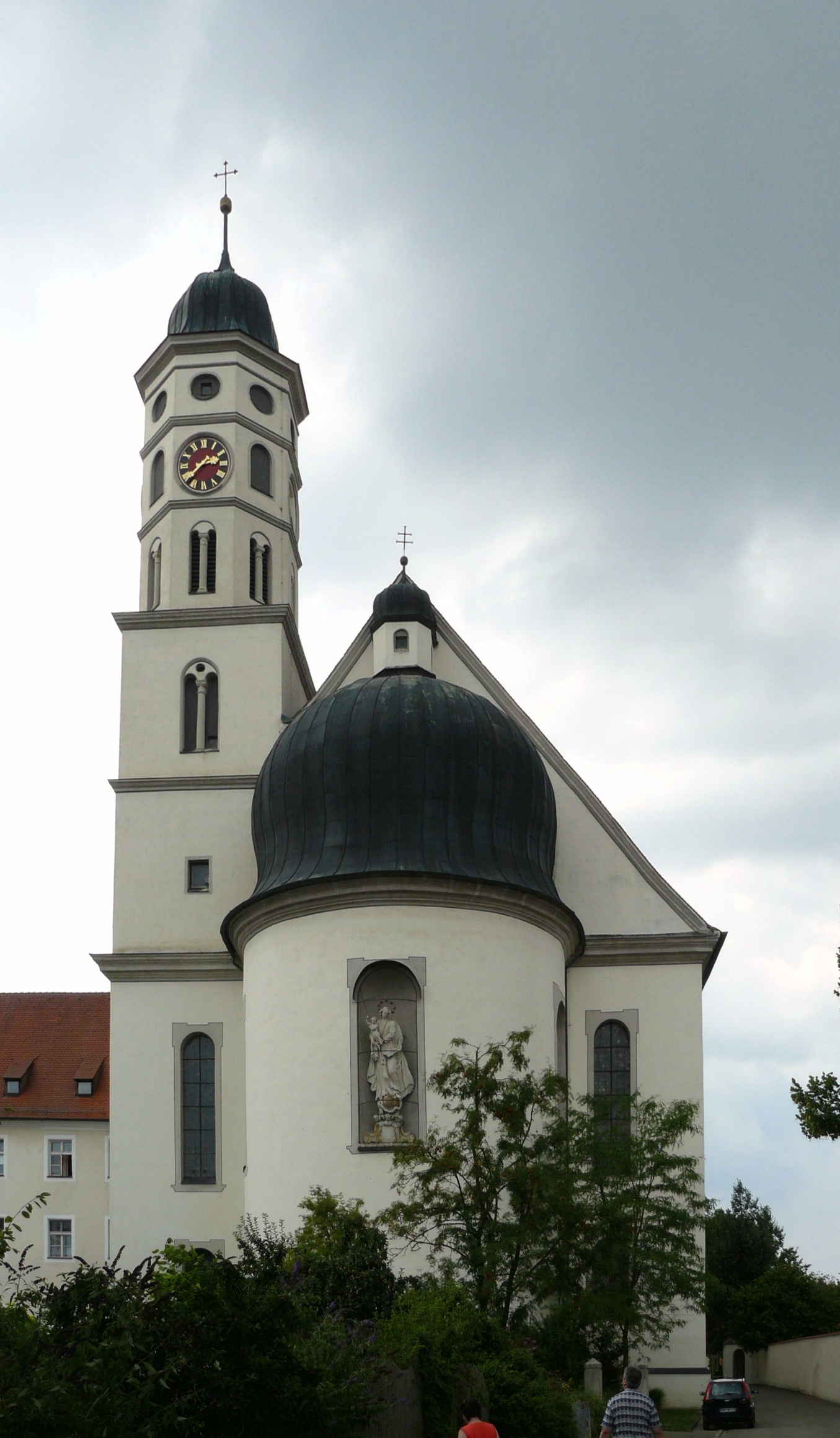
Klosterkirche Maria Immaculata

Maria Immaculata ist eine ehemalige Klosterkirche des Klosters Maihingen, gelegen am Westrand von Maihingen, einer Gemeinde im schwäbischen Landkreis Donau-Ries von Bayern. Das denkmalgeschützte Bauwerk aus dem 18. Jahrhundert ist in der Liste der Baudenkmäler in Maihingen unter der Nr. D-7-79-176-11 eingetragen.

## Architektur

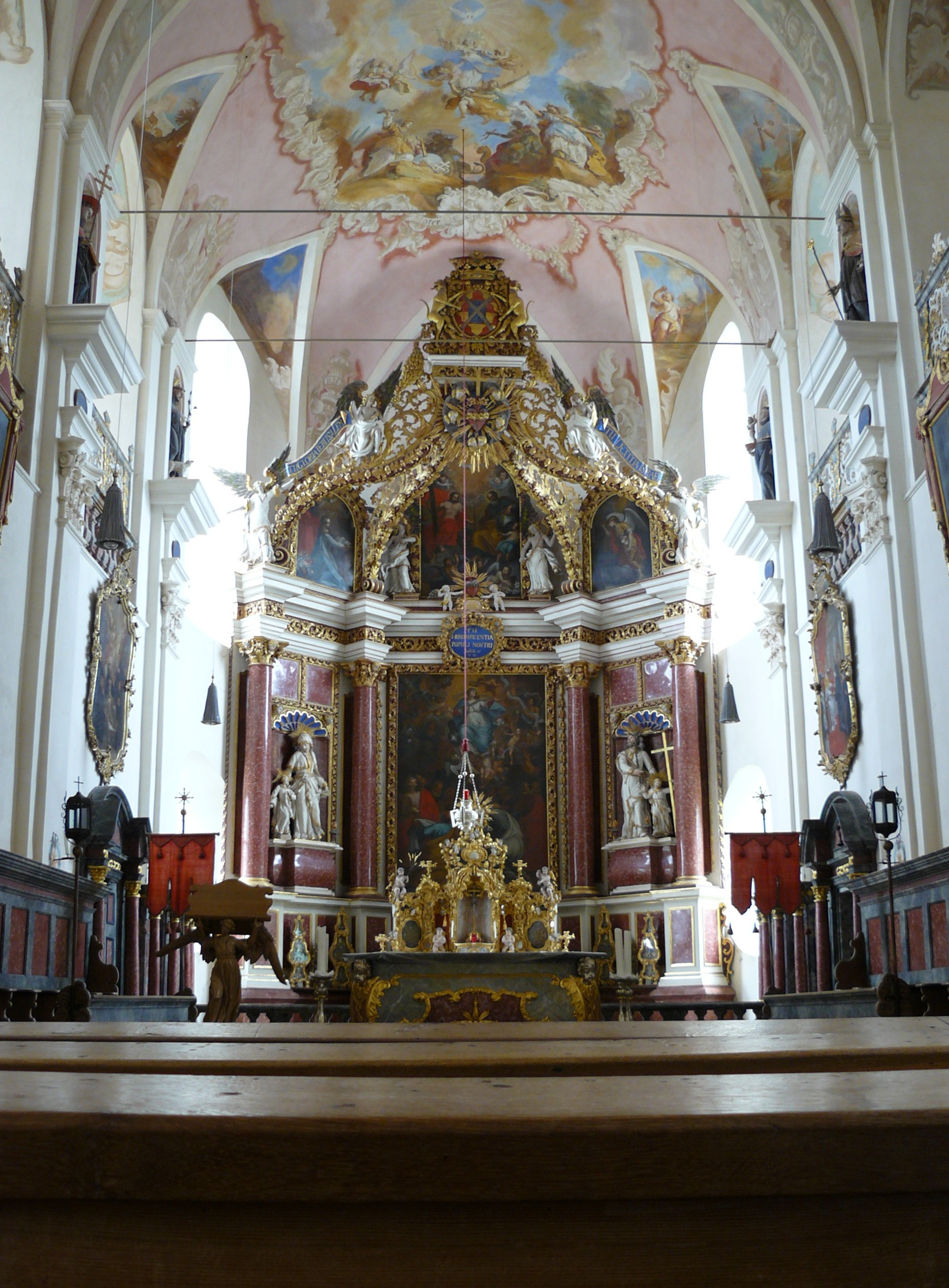
Altarraum

Die Wandpfeilerkirche wurde von 1712 bis 1717 erbaut. Sie besteht aus einem Langhaus mit fünf Jochen, einem Chor mit zwei Jochen, der halbrund im Osten geschlossen ist, und einem Kirchturm auf rechteckigem Grundriss im südlichen Winkel von Langhaus und Chor, dessen achteckige Geschosse die Turmuhr und den Glockenstuhl beherbergen, und der mit einer Glockenhaube bedeckt ist. Der Innenraum des Langhauses ist mit einem Stichkappengewölbe überspannt, die Abseiten sind mit Tonnengewölben bedeckt. Den Schluss des Chors füllt ein 1719/20 errichteter Hochaltar aus, auf dessen Altarretabel Mariä Himmelfahrt dargestellt ist. Im Innenraum des Langhauses befinden sich im Westen und zwischen den Pfeilern Emporen. 

## Ausstattung
Sehenswert sind hier vor allem der klassizistische Tempietto in der Eingangshalle. Er wurde geschaffen von dem Augsburger Bildhauer Ignaz Ingerl und stand ursprünglich im Park von Schloss Hohenaltheim als Denkmal für Maria Theresia Prinzessin von Thurn und Taxis (1757–1776), die erste Frau von Fürst Kraft Ernst von Oettingen-Wallerstein (1748–1802). In der Kirche befindet sich auch das Grabmal für dessen Vater, Graf Philipp Carl von Oettingen-Wallerstein (1722–1766). Es wurde 1789 ebenfalls von Ignaz Ingerl gebaut mit einem qualitätvollen Bildnis-Medaillon an einer Pyramide, die sich auf einem Sarkophag erhebt. Unter der Orgelempore ist ein in drei Ebenen gestaffeltes Heiliges Grab aus dem Jahre 1723 aufgebaut.

### Baumeisterorgel

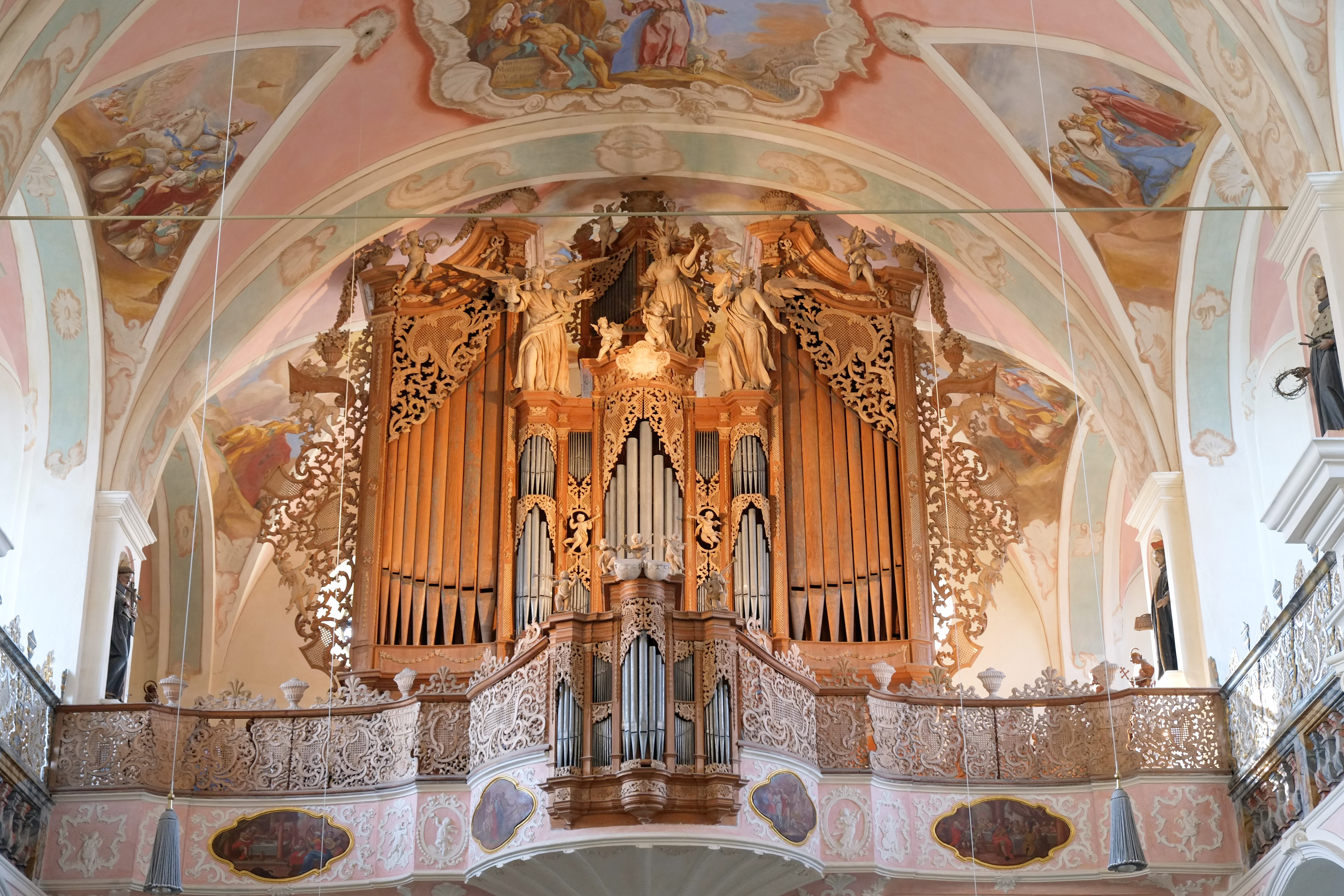
Orgel

Ebenfalls in der Kirche befindet sich eine Barockorgel, erbaut von 1734 bis 1737 von Johann Martin Baumeister (1692–1780, Eichstätt), die bezüglich Stimmung und Intonation weitgehend im Originalzustand erhalten ist. Restauriert wurde die Orgel von 1988 bis 1990 von der Firma G. F. Steinmeyer aus Oettingen.  Sie hat eine leicht modifizierte mitteltönige Stimmung.
Disposition
| I Rückpositiv CDE–c3           |    |
| Copel                          | 8′ |
| Cythara mit der Flauten allein | 8′ |
| Flauten                        | 8′ |
| Principal                      | 4′ |
| Quint                          | 3′ |
| Gembshorn                      | 2′ |
| Mixtur III                     | 1′ |

| II Hauptwerk CDE–c3 |      |
| Bordon Copel        | 16′  |
| Principal           | 8′   |
| Quintatön           | 8′   |
| Salecinal           | 8′   |
| Gamba               | 8′   |
| Spitzflauten        | 8′   |
| Oktava              | 4′   |
| Quint               | 3′   |
| Super Octav         | 2′   |
| Mixtur IV           | 1′   |
| Cymbal III          | 1⁄2′ |

| Pedal CDE–a0   |     |
| Principal Bass | 16′ |
| Subbass        | 16′ |
| Octav Bass     | 8′  |
| Quint Bass     | 6′  |

- Koppeln:
  - Abzug (Pedalkoppel zum Hauptwerk)
  - Manualschiebekoppel

Einspielungen mit der Barockorgel (Auswahl)
- Kloster Maihingen, Stich von Anton Späth um 1720
- Joseph Kelemen: Orgelwerke von Johann Jacob Froberger auf der Baumeister-Orgel (1737) in Maihingen/Ries
- Christian Brembeck: „Gradus ad Parnassum – süddeutsche Orgelkunst“ – die Baumeister-Orgel (1737) in Maihingen / CANTATE 2009